# Америчка Самоа на Летњим олимпијским играма 2012.
Америчка Самоа је на Летњим олимпијским играма 2012. у Лондону учествовала са пет спортиста (четири мушкарца и једна жена), који су се такмичили у четири спорта. Било је то седмо по реду учешће ове земље на ЛОИ од пријема у МОК.
Заставу Америчке Самое на свечаном отварању Игара 27. јула носио је пливач Чинг Мау Веј, који је био и најстарији спортиста у својој делегација са 26 година и 262 дана.
Америчка Самоа је остала у групи земаља које до сада нису освајале олимпијске медаље.

## Учесници по спортовима
| Спорт      | Мушкарци | Жене | Укупно |
| ---------- | -------- | ---- | ------ |
| Атлетика   | 1        | 0    | 1      |
| Пливање    | 1        | 1    | 2      |
| Рвање      | 1        | 0    | 1      |
| Џудо       | 1        | 0    | 1      |
| Укупно (4) | 4        | 1    | 5      |

## Резултати по дисциплинама

### Атлетика
Представник Америчке Самое у атлетским такмичењима Elama Fa’atonu је добио специјалну позивницу за учешће на Играма.
Мушкарци
| Атлетичар Лични рекорд | Дисциплина | Предтакмичење | Предтакмичење | Група            | Група            | Полуфинале       | Полуфинале       | Финале           | Финале  | Детаљи |
| Атлетичар Лични рекорд | Дисциплина | Резултат      | Место         | Резултат         | Место            | Резултат         | Место            | Резултат         | Место   | Детаљи |
| ---------------------- | ---------- | ------------- | ------------- | ---------------- | ---------------- | ---------------- | ---------------- | ---------------- | ------- | ------ |
| Elama Fa’atonu 11,90   | 100 м      | 11,48 ЛР      | 7 у гр. 3     | Није се пласирао | Није се пласирао | Није се пласирао | Није се пласирао | Није се пласирао | 70 / 75 | ,      |

### Пливање
За учешће на играма Преставници Америчке Самое у пливачким дисциплинама Чинг Мау Веј и Меган Фонтено добили су специјалне позивнице ФИНА.
Мушкарци
| Пливач       | Дисциплина    | Група | Група    | Полуфинале           | Полуфинале           | Финале               | Финале  | Детаљи |
| Пливач       | Дисциплина    | Време | Пласман  | Време                | Пласман              | Време                | Пласман | Детаљи |
| ------------ | ------------- | ----- | -------- | -------------------- | -------------------- | -------------------- | ------- | ------ |
| Чинг Мау Веј | 50 м слободно | 27,30 | 3 у гр 2 | Није се квалификовао | Није се квалификовао | Није се квалификовао | 51 /58  |        |

Жене
| Пливач        | Дисциплина     | Група | Група    | Полуфинале           | Полуфинале           | Финале               | Финале  | Детаљи |
| Пливач        | Дисциплина     | Време | Пласман  | Време                | Пласман              | Време                | Пласман | Детаљи |
| ------------- | -------------- | ----- | -------- | -------------------- | -------------------- | -------------------- | ------- | ------ |
| Меган Фонтено | 100 м слободно | 57,45 | 5 у гр 3 | Није се квалификовао | Није се квалификовао | Није се квалификовао | =35 /50 |        |

### Рвање
Америчка Самоа се квалификовала за једно место на рвачком турниру.
Слободни стил за мушкарце
| Рвач                 | Категорија | Квалификације              | 1. коло            | Четвртфинале       | Полуфинале         | Репасаж 1          | Репасаж 2          | Финале             | Финале | детаљи |
| Рвач                 | Категорија | Противник Резултат         | Противник Резултат | Противник Резултат | Противник Резултат | Противник Резултат | Противник Резултат | Противник Резултат | Плас.  | детаљи |
| -------------------- | ---------- | -------------------------- | ------------------ | ------------------ | ------------------ | ------------------ | ------------------ | ------------------ | ------ | ------ |
| Nathaniel Tuamoheloa | - до 96 кг | Исокава Јапан · Пор 3:1ПОВ | Није се пласирао   | Није се пласирао   | Није се пласирао   | Није се пласирао   | Није се пласирао   | Није се пласирао   | 18.    |        |

### Џудо
Мушкарци
| Џудиста   | Дис.     | Коло 32                          | Коло 16              | Четвртфин.           | Полуфин.             | Репасаж 1            | Репасаж 2            | Меч за бронзу        | Финале               | Финале               | Детаљи |
| Џудиста   | Дис.     | Противник Резултат               | Противник Резултат   | Противник Резултат   | Противник Резултат   | Противник Резултат   | Противник Резултат   | Противник Резултат   | Противник Резултат   | Плас.                | Детаљи |
| --------- | -------- | -------------------------------- | -------------------- | -------------------- | -------------------- | -------------------- | -------------------- | -------------------- | -------------------- | -------------------- | ------ |
| Ентони Лу | − 100 кг | Бородавко Летонија · Пор 000–100 | Није се квалификовао | Није се квалификовао | Није се квалификовао | Није се квалификовао | Није се квалификовао | Није се квалификовао | Није се квалификовао | Није се квалификовао |        |